# Санта-Марія-ду-Бору
Санта-Марія-ду-Бору (порт. Santa Maria do Bouro; МФА: [ˈsɐ̃.tɐ mɐ.ˈɾi.ɐ du ˈbo.ɾu]) — парафія в Португалії, у муніципалітеті Амареш. Розташована в північно-західній частині країни, на теренах історичної португальської провінції Дору-Міню. Входить до складу округу Брага. За адміністративним поділом, чинним до 1976 року, терени парафії були складовою провінції Міню. Належить до Бразької архідіоцезії Католицької церкви. Патрон — Діва Марія. Площа — 6,9197 км². Населення — 760 ос. (2011). Слабо урбанізований регіон. Густота населення — 109,83 осіб/км²
. Код — 030119.

## Назва
- Бору (Санта-Марія) (порт. Bouro (Santa Maria)) — офіційна назва[5].

## Населення
| Кількість мешканців | Кількість мешканців | Кількість мешканців | Кількість мешканців | Кількість мешканців | Кількість мешканців | Кількість мешканців | Кількість мешканців | Кількість мешканців | Кількість мешканців | Кількість мешканців | Кількість мешканців | Кількість мешканців | Кількість мешканців | Кількість мешканців |
| ------------------- | ------------------- | ------------------- | ------------------- | ------------------- | ------------------- | ------------------- | ------------------- | ------------------- | ------------------- | ------------------- | ------------------- | ------------------- | ------------------- | ------------------- |
| 1864                | 1878                | 1890                | 1900                | 1911                | 1920                | 1930                | 1940                | 1950                | 1960                | 1970                | 1981                | 1991                | 2001                | 2011                |
| 1 009               | 1 009               | 1 077               | 1 122               | 1 212               | 1 147               | 1 295               | 1 294               | 1 332               | 1 345               | 1 188               | 1 116               | 1 047               | 909                 | 760                 |